# Doug Lishman
Douglas John Lishman (Birmingham,Tierras Medias Occidentales, Inglaterra; 14 de septiembre de 1923 - Stoke-on-Trent, Staffordshire, Inglaterra; 21 de diciembre de 1994) es un exfutbolista inglés. Jugaba de delantero en los años 40 y 50, donde vistió las camisetas del Walsall, Arsenal y Nottingham Forest. Lishman es el séptimo máximo goleador en la historia del Arsenal. 

## Trayectoria
Lishman comenzó su carrera en el amateur Paget Rangers Football Club y en agosto de 1946 firmó su primer contrato profesional por el Walsall de la Third Division South.
Fichó por el Arsenal en el verano de 1948 por £10,500. Debutó por el equipo de Londres el 4 de septiembre de 1948 ante Sheffield United. Anotó 13 goles en 25 encuentros en su primera temporada. Sin embargo, las siguientes dos temporadas estuvieron marcadas por las lesiones. 
En la temporada 1950-51 del Arsenal fue el goleador del equipo con 30 goles, incluidos tres tripletes de local consecutivos. La siguiente campaña 1951-52 alcanzó la final de la FA Cup de 1952, aunque perdieron ante el Newcastle United por 1-0.
Ganó la First Division de 1952-53 con el club, Lishman fue el goleador del equipo con 22 goles.
En sus últimos años en Arsenal fue el goleador del torneo por otras dos temporadas, fue por cinco años consecutivos el goleador del equipo. Dejó el club al término de la temporada 1955-56, anotó 137 goles en 244 partidos en los Gunners; es el séptimo goleador histórico del club.
En marzo de 1956 fue vendido al Nottingham Forest de la Second Division. Anotó un triplete al Sheffield United en la victoria por 4-0, encuentro que aseguró el ascenso del Forest a la Division One en 1956-57.
Se retiró del fútbol por completo en 1957. Tras su retiro, trabajó en la compañía de inmuebles de su suegro en Stoke-on.Trent. Vivió en Stoke hasta su muerte en 1994.

## Clubes
| Club              | País       | Año       |
| ----------------- | ---------- | --------- |
| Walsall           | Inglaterra | 1946-1948 |
| Arsenal           | Inglaterra | 1948-1956 |
| Nottingham Forest | Inglaterra | 1956-1957 |

## Palmarés

### Títulos nacionales
| Título         | Club    | País       | Año     |
| -------------- | ------- | ---------- | ------- |
| First Division | Arsenal | Inglaterra | 1952-53 |